# Puchar Świata w Zapasach 2022
Zawody Pucharu Świata w 2022 roku
- w stylu klasycznym mężczyzn rywalizowano pomiędzy 5-6 listopada w Baku  w Azerbejdżanie,
- w stylu wolnym mężczyzn i kobiet zawody rozegrano w dniach 10-11 grudnia w Coralville w USA.

## W stylu klasycznym rywalizowano w dniach 5 listopada – 6 listopada wBakuwAzerbejdżanie

### Ostateczna kolejność drużynowa
| Poz. | Państwo              |
| ---- | -------------------- |
|      | Iran                 |
|      | Azerbejdżan          |
|      | Reprezentacja Świata |
| 4.   | Turcja               |
| 5.   | Kirgistan            |

## Ostateczna kolejność drużynowa
| Poz. | Państwo              |
| ---- | -------------------- |
|      | Stany Zjednoczone    |
|      | Iran                 |
|      | Reprezentacja Świata |
| 4.   | Gruzja               |
| 5.   | Mongolia             |
| 6.   | Japonia              |

## W stylu wolnym kobiet rywalizowano w dniach 10 – 11 grudnia wCoralvillewUSA
| Poz. | Państwo              |
| ---- | -------------------- |
|      | Ukraina              |
|      | Chiny                |
|      | Mongolia             |
| 4.   | Stany Zjednoczone    |
| 5.   | Reprezentacja Świata |
| 6.   | Japonia              |